# Kościół św. Michała Archanioła w Wysokiem
Kościół świętego Michała Archanioła – rzymskokatolicki kościół parafialny należący do dekanatu Turobin archidiecezji lubelskiej.
Świątynia została wzniesiona w latach 1905 - 1908, w stylu neogotyckim, według projektu Józefa Piusa Dziekońskiego. Budowa została rozpoczęta bez wymaganych zezwoleń. kościół został zbudowany ze składek parafian i Ordynacji Zamojskiej. W późniejszych latach świątynia otrzymała neogotyckie wyposażenie. Tuż przed wybuchem II wojny światowej została wykonana polichromia w prezbiterium, w latach 1955 - 1956 została wykonana polichromia w nawie.
Jest to kościół murowany, wybudowany z cegły, postawiony na ceglanym, zdwojonym cokole. Budowla jest orientowana i składa się z jednej nawy. Prostokątny korpus poprzedza od frontu kwadratowa wieża. Prezbiterium jest niższe i węższe, posiada trójboczną absydę oraz prostokątne: zakrystię i kaplicę po bokach, mające małe przedsionki. Zakrystia i kaplica są dużej wielkości, w związku z tym plan świątyni jest zbliżony do krzyża łacińskiego.
Wieża mająca 50 metrów wysokości, dwa razy wyższa od korpusu nawowego, dominuje w bryle kościoła. Posiada cztery kondygnacje, w dole posiada kształt czworoboku i jest flankowana pięciobocznymi basztami, na górze posiada kształt ośmioboku zakończonego strzelistą iglicą na planie ostrosłupa o skośnie załamanych na dole połaciach. W pierwszej kondygnacji znajduje się kruchta główna, powyżej jest umieszczona loża chóru muzycznego, nad nią znajduje się dzwonnica.

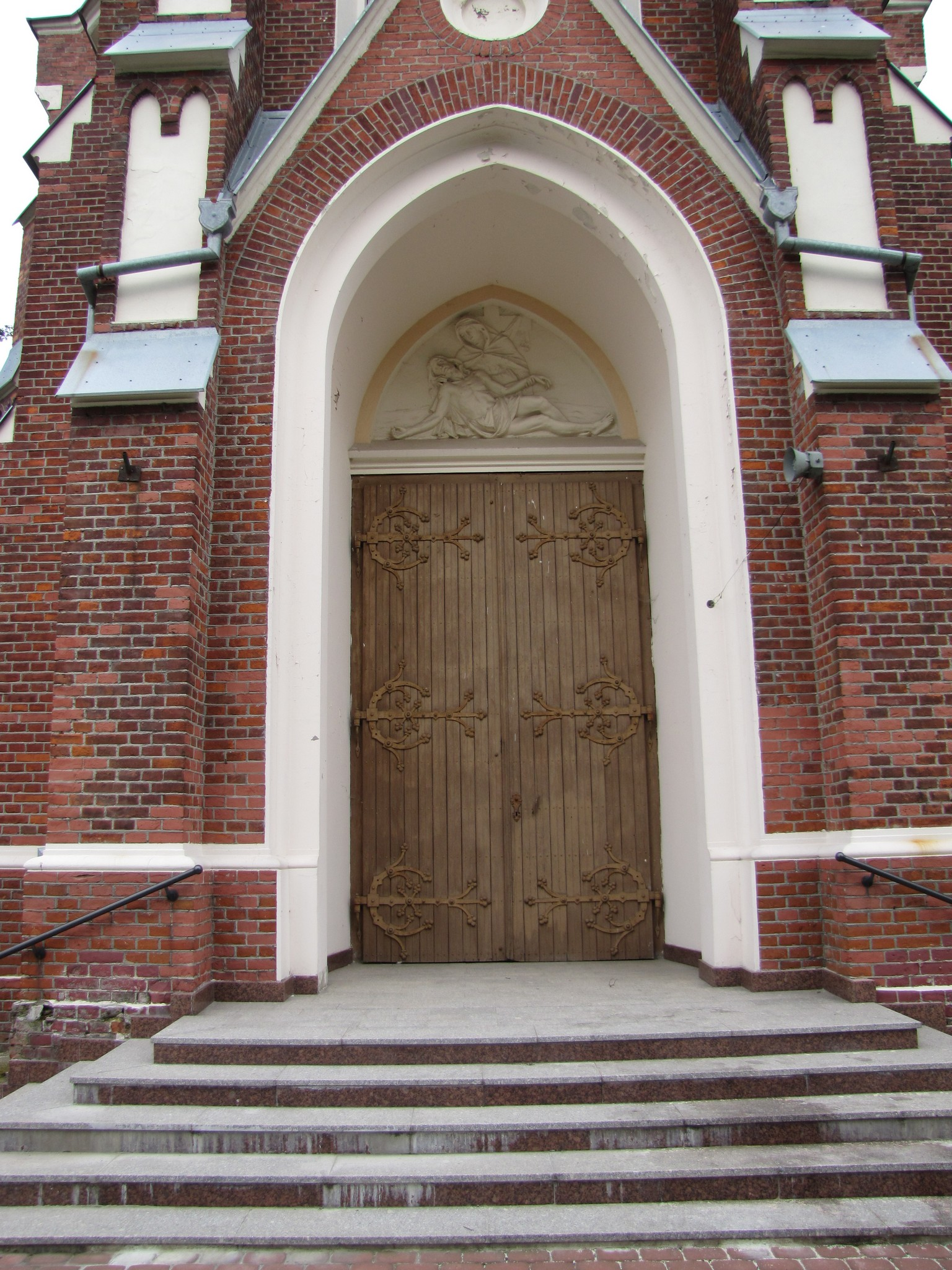
Wejście do kościoła

Wyposażenie świątyni reprezentuje głównie styl neogotycki (dębowy ołtarz główny i dwa boczne, prospekt organów, ławki, konfesjonały, komoda w zakrystii, ambona i chrzcielnica). W ołtarzu głównym są umieszczone obrazy Matki Bożej Częstochowskiej oraz Pana Jezusa Ukrzyżowanego i Św. Michała Archanioła. W ołtarzu bocznym po prawej stronie znajduje się obraz Najświętszego Serca Pana Jezusa i Św. Franciszka z Asyżu, po lewej stronie znajduje się obraz Matki Bożej Nieustającej Pomocy.
Drewniana, przyścienna, ambona jest nadwieszana, koszowa, posiada baldachim i zaplecek. Ozdobiona jest rzeźbami czterech Ewangelistów razem z ich czterema atrybutami – głową człowieka, lwa, wołu i orła. Zakończona jest figurą Pana Jezusa Nauczającego, stojącego pod niewielkim, ostrołukowo zamkniętym baldachimem. Drewniana chrzcielnica ma kształt latarni, składają się nią trzy podstawowe elementy o przekroju ośmiobocznym: baza, trzon i czasza. Czasza jest ozdobiona roślinną wicią z motywem szyszki i gronami.
Do starszego wyposażenia kościoła należą m.in. późnogotycka kropielnica z 1542 roku, dawna chrzcielnica, wykonana z piaskowca. Poza tym feretrony, w stylu późnobarokowym i rokokowym oraz kamienna rzeźba Matki Bożej Niepokalanie Poczętej w stylu barokowym (pochodząca prawdopodobnie z XVIII wieku) umieszczona w fasadzie świątyni.